# Marescot Point
Der Marescot Point (französisch Cap Marescot) ist eine kleine und felsige Landspitze im Norden des Grahamlands auf der Antarktischen Halbinsel. Sie liegt 4 km östlich des Thanaron Point an der Nordküste der Trinity-Halbinsel.
Der französische Polarforscher Jules Dumont d’Urville entdeckte und benannte die Landspitze am 27. Februar 1838 im Zuge der Dritten Französischen Antarktisexpedition (1837–1840). Namensgeber ist Jacques Marie Eugène Marescot du Thilleul (1810–1839), Offizier an Bord der Astrolabe bei d’Urvilles Forschungsreise, der auf diesem Schiff am 23. November 1839 starb. Das UK Antarctic Place-Names Committee übertrug die französische Benennung am 12. Februar 1964 unter Anpassungen an die eigentliche Natur des Objekts ins Englische.